# Universidad de Mondragón

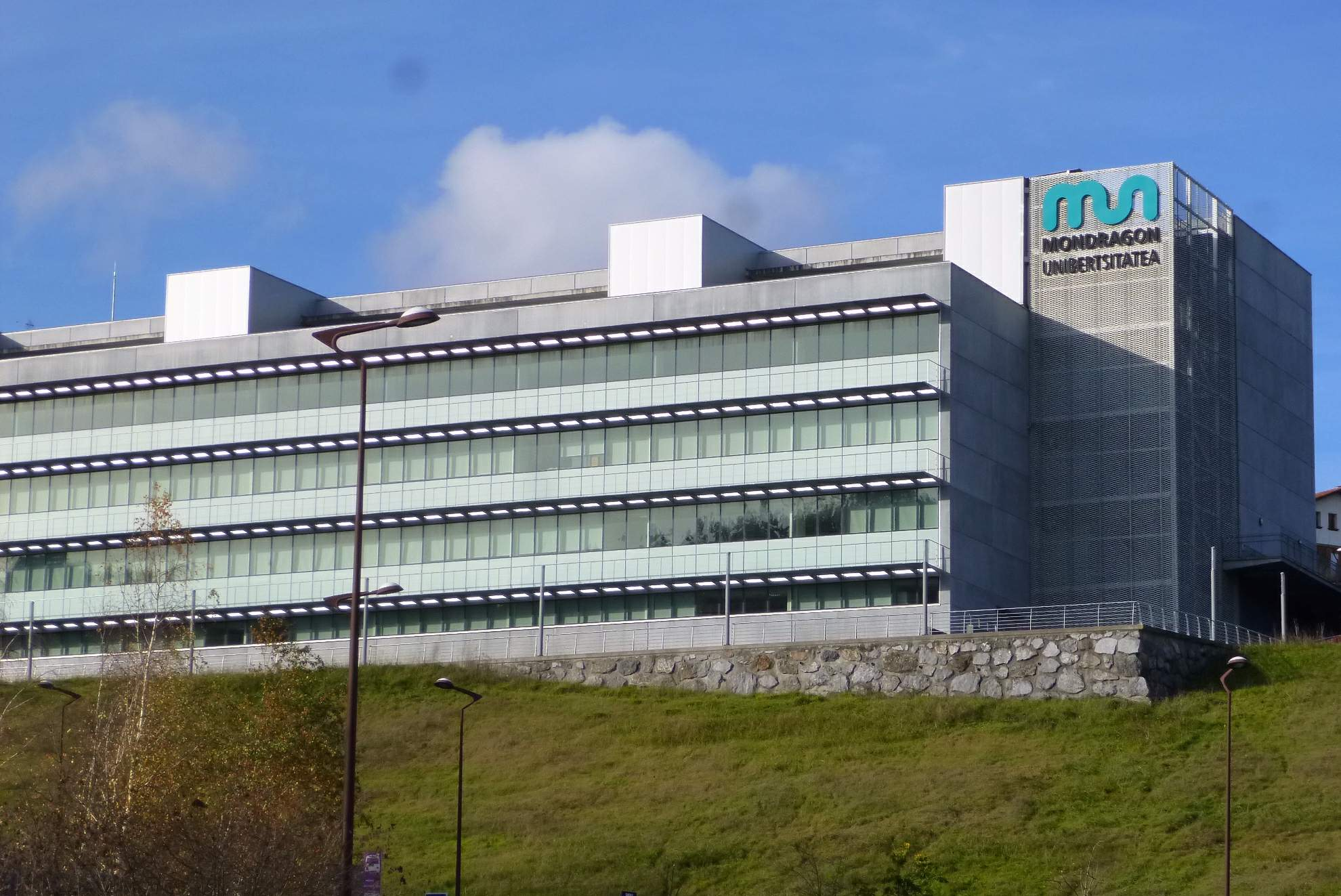
Edificio de la Escuela Politécica Superior en Mondragón.

La Universidad de Mondragón (en euskera y oficialmente Mondragon Unibertsitatea) es una universidad privada ubicada en Mondragón (Guipúzcoa, España) y vinculada a la Corporación Mondragón. Declarada de utilidad pública, su pertenencia a la Corporación Mondragón le permite mantenerse cercana al mundo de la empresa, facilitando a sus alumnos el contacto con el mercado laboral. Actualmente, tiene 5890 alumnos cursando 17 titulaciones de grado oficiales de los cuales 10 son duales, y 15 titulaciones de postgrado de las cuales 7 son duales. 4 titulaciones han recibido el reconocimiento internacional por parte de Unibasq. Además, 6500 profesionales anualmente actualizan sus conocimientos en la Universidad, a partir de la formación para profesionales.

## Historia
Fue creada en 1997 y reconocida oficialmente por la ley 4/1997 del 30 de mayo. Surgió mediante la asociación de tres cooperativas educativas pertenecientes a la corporación Mondragón: Mondragon Goi Eskola Politeknikoa “Jose Mª Arizmendiarrieta” S.Coop., MU Enpresagintza S.Coop. (ETEO) e Irakasle Eskola S.Coop. (HUHEZI), que a su vez constituyen hoy en día dos facultades y una escuela de la universidad: la Escuela Politécnica Superior, la Facultad de Ciencias Empresariales y la Facultad de Humanidades y Ciencias de la Educación, respectivamente. Hasta la creación de una universidad propia, las tres cooperativas educativas eran centros adscritos a la Universidad del País Vasco.
En 2011, la Universidad de Mondragon puso en marcha su cuarta facultad, dedicada a las Ciencias Gastronómicas, la facultad Basque Culinary Center. 
En México cuenta con una división de posgrados de reconocimiento internacional donde destaca la maestría en Neuropsicologia, con docentes del centro de investigaciones de neurociencias de la UNAM en Querétaro e investigadores de Conacyt de nivel doctorado. 

## Facultades y escuelas
En la actualidad cuenta con cuatro facultades y escuelas:
- Escuela Politécnica Superior, con tres campus; el principal en Mondragón, un segundo en Ordicia, un tercero en Hernani y un cuarto en Zorrozaurre Bilbao, solo con la ingeniería mecatrónica.
- Facultad de Empresariales, con tres campus, uno en Oñate, otro en Irún y otro en Bilbao, además de diferentes laboratorios en Madrid, Barcelona, Valencia, Querétaro (México) y Shanghái.
- Facultad de Humanidades y Ciencias de la Educación, con dos campus, uno en Escoriaza y otro en Arechavaleta.
- Facultad de Ciencias Gastronómicas - Basque Culinary Center, en San Sebastián.

## Campus
Además de su campus principal en Mondragón, tiene otros en Querétaro (México), Escoriaza, Arechavaleta, Oñate, San Sebastián, Irún y Hernani, en Guipúzcoa; y Bilbao en Vizcaya. Cuenta también con diferentes laboratorios en Valencia, Madrid, Barcelona, Bilbao, Querétaro y Shanghái